# Fire and Rain (пісня)
Fire and Rain — пісня Джеймса Тейлора, випущена 1970 року. Вийшла в альбомі Sweet Baby James, а також як сингл.
У чарті Billboard hot 100 ця пісня досягала третьої позиції. Також пісня потрапила до списку 500 найкращих пісень усіх часів за версією журналу Rolling Stone.